# Beaucens
Beaucens é uma comuna francesa na região administrativa de Occitânia, no departamento dos Altos Pirenéus. Estende-se por uma área de 36,82 km², Em 2010 a comuna tinha 437 habitantes (densidade: 11,9 hab./km²)..